# Ķīpsala
Ķīpsala er en ø ved venstre bred af Daugava og en af Rigas 47 bydele (lettisk: apkaime, sing.) beliggende i Pārdaugava. Ķīpsala har 817 indbyggere og dets areal udgør 197,50 hektar, hvilket giver en befolkningstæthed på 4 indbyggere per hektar.

## Eksterne kildehenvisninger
- Apkaimes – Rigas bydelsprojekt